# La Jubaudière
La Jubaudière là một xã thuộc tỉnh Maine-et-Loire trong vùng Pays de la Loire phía tây nước Pháp. Xã này nằm ở khu vực có độ cao trung bình 170 mét trên mực nước biển.
Sông Èvre chảy qua xã này.